# Siby
Siby is een gemeente (commune) in de regio Koulikoro in Mali. De gemeente telt 24.200 inwoners (2009).